# Lokalne centrum sterowania

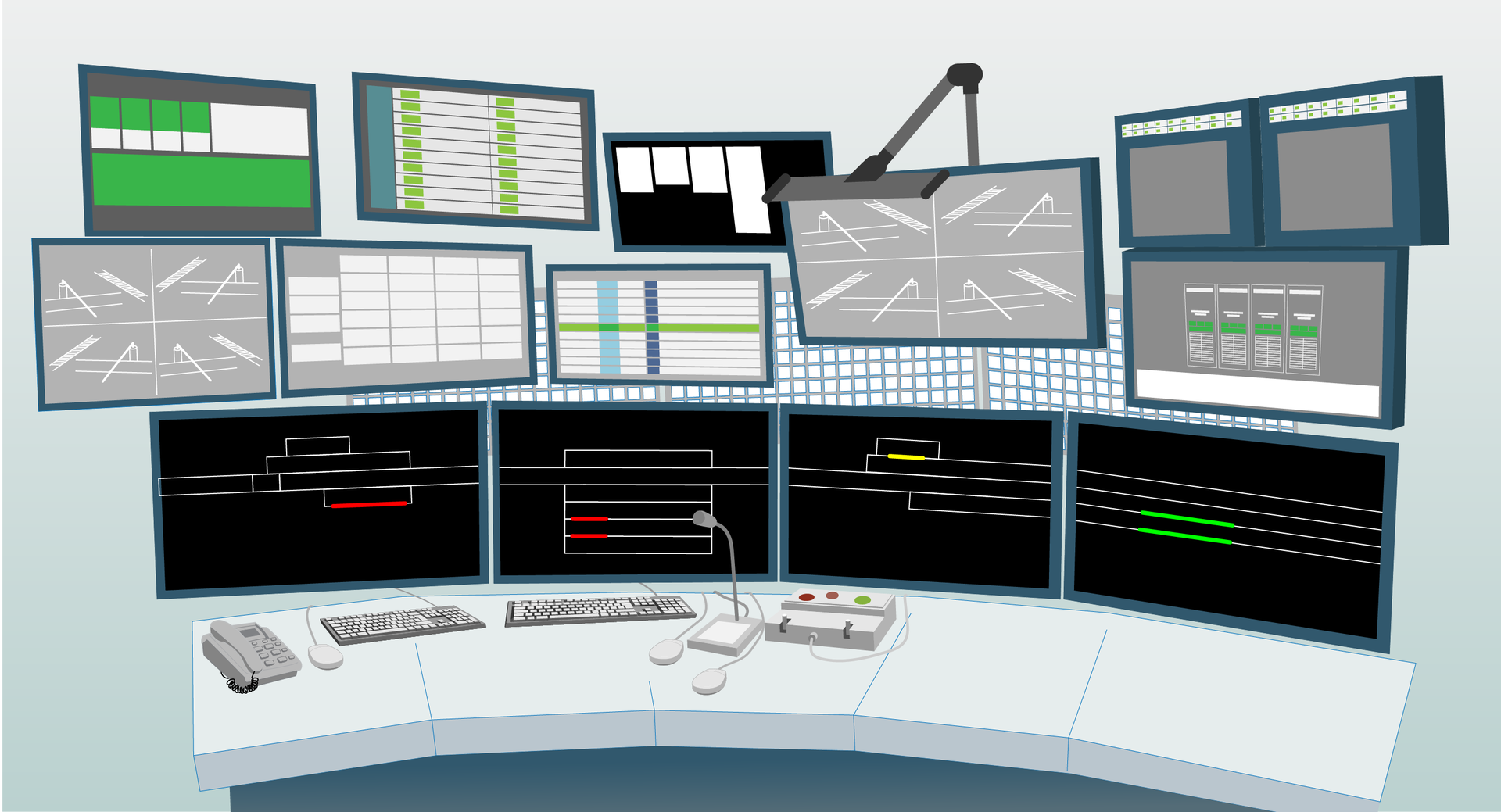
Ideowy schemat stanowiska w LCS

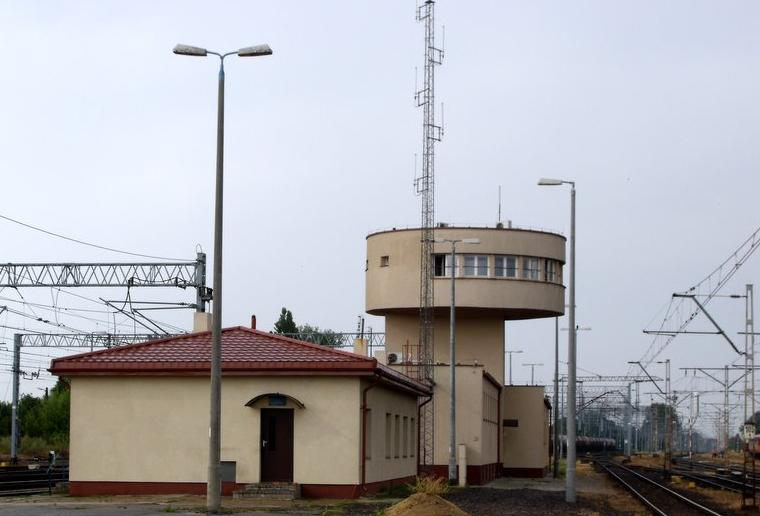
Lokalne centrum sterowania (LCS Koluszki) po przebudowie

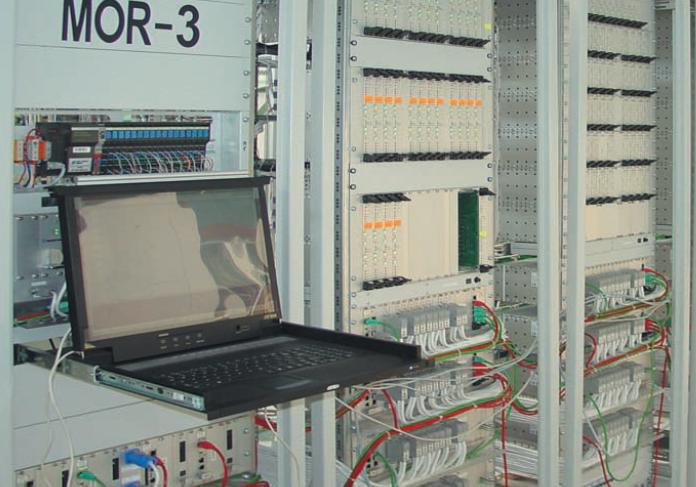
Szafa sterownicza w LCS

Lokalne centrum sterowania (LCS) – nastawnia zdalnego sterowania wyposażona w system komputerowy umożliwiający integrację i automatyzację działania systemów sterowania i kierowania ruchem kolejowym.
LCS-y pełnią funkcję nastawni zdalnego sterowania ruchem kolejowym na wydzielonym odcinku linii kolejowej lub stacji. LCS ma możliwość centralizacji sterowania ruchem wielu posterunków – zarówno bocznicowych, jak i odstępowych oraz zapowiadawczych, tj. stacji i posterunków odgałęźnych. Kolejną istotną zaletą jest centralizacja diagnostyki technicznej w Centrum Utrzymania i Diagnostyki (CUiD). Duże znaczenie mają również oszczędności etatów personelu obsługi (dyżurnych ruchu, nastawniczych, zwrotniczych i dróżników przejazdowych). Mówiąc w skrócie, LCS pozwala prowadzić ciągły nadzór w czasie rzeczywistym nad ruchem pociągów z jednego miejsca obsługi (nastawni), zlokalizowanej w dowolnym miejscu danego okręgu sterowania lub poza okręgami sterowania, w Centrum Obszarowym.
LCS integruje wiele systemów komputerowych, stacyjnych i liniowych, gwarantujących wysoki poziom bezpieczeństwa ruchu na stacjach (Ebilock, ESTW lub podobne systemy innych firm), szlakach (SBL) i przejazdach (SSP). LCS wyposażone jest w sprzężone systemy zabezpieczeń, na bieżąco monitorujące wszystkie parametry istotne z punktu widzenia prowadzenia ruchu kolejowego.